# Tour Oxygène
La Tour Oxygène è un grattacielo situato a Lione, nel quartiere La Part-Dieu.
La Tour Oxygène si eleva a 115 metri di altezza. È il terzo grattacielo più alto della città. La sua inaugurazione è avvenuta il 2 giugno 2010.